# Agenor (syn Posejdona)
Agenor (gr. Ἀγήνωρ Agēnōr, łac. Agenor) – w mitologii greckiej król Fenicji.
Był synem Posejdona i Libii oraz bliźniaczym bratem Belosa. Jego żoną była Telefassa, z którą spłodził: Fineusa, Kadmosa, Fojniksa, Tasosa i córkę Europę. Istnieją jednak różne wersje co do liczby synów Agenora. Eurypides podaje Kiliksa, Fojniksa i Tasosa. Pauzaniasz podaje tylko Tasosa, a Herodot wspomina o Kadmosie. Czasem jako żonę Agenora wymienia się Argiope lub Antiope, córkę Belosa.
Opuścił Egipt i zamieszkał w Syrii, gdzie rządził miastami Sydon lub Tyr. Gdy Zeus porwał Europę, zaczął rozpaczać. Wysłał na poszukiwanie swej córki czterech synów, nakazując im nie wracać, dopóki jej nie znajdą. Żaden z nich nie powrócił z poszukiwań, gdyż wszyscy założyli po drodze miasta, osiedlając się w nich.